# Polypodium rupestre
Polypodium rupestre là một loài dương xỉ trong họ Polypodiaceae. Loài này được R.Br. mô tả khoa học đầu tiên năm 1810.
Danh pháp khoa học của loài này chưa được làm sáng tỏ. 